# Grzegorz Uzdański
Grzegorz Uzdański (ur. 1979) – polski poeta i pisarz.

## Życiorys
Doktoryzował się z filozofii na Uniwersytecie Warszawskim u prof. Jacka Migasińskiego na podstawie pracy Płynność pojęć. Próba interpretacji »Sein und Zeit«. Przez kilkanaście lat pracował w Warszawie jako nauczyciel filozofii i etyki w Społecznym Gimnazjum nr 20 przy ul. Raszyńskiej. Należał także do Zespołu Literackiego przy Studiu Munka. Działalność literacką rozpoczął od prowadzenia strony Nowe wiersze sławnych poetów w serwisie społecznościowym Facebook, w ramach której publikował pastisze literackie. Jego wiersze wzorujące się na stylistyce słynnych poetów opisywały współczesny świat i jego codzienność; dla przykładu wiersz w duchu twórczości Mikołaja Sępa Szarzyńskiego opisywał drugą linię warszawskiego metra. Uzdański zadebiutował w 2016 roku powieścią Wakacje, która została wyróżniona nominacją do Nagrody Conrada. Wypiór (2021), czyli powieść w formie poematu dygresyjnego o parze współczesnych trzydziestolatków, u których pomieszkuje Adam Mickiewicz, została z kolei nominowana do Paszportów „Polityki”. Teksty Uzdańskiego pojawiają się na łamach „Przekroju”, „Dwutygodnika” i „Gazety Wyborczej”.
Bierze udział w improwizacjach komediowych w ramach zespołów Dobrze, Cinema Disco i Resort Komedii. Był wokalistą zespołów Przepraszam i Ryby, a także tworzył teksty dla zespołów Extra i Jerz Igor.

## Twórczość
- Wakacje, 2016
- Zaraz będzie po wszystkim, 2019
- Nowe wiersze sławnych poetów, 2021
- Wypiór, 2021[1]
- Rodzina. Wierszyki do chichotania, il. Daria Solak, 2024[5]